# Löbnitz, Mecklenburg-Vorpommern
Löbnitz är en kommun och ort i Landkreis Vorpommern-Rügen i förbundslandet Mecklenburg-Vorpommern i Tyskland.
Kommunen ingår i kommunalförbundet Amt Barth tillsammans med kommunerna Barth, Divitz-Spoldershagen, Fuhlendorf, Karnin, Kenz-Küstrow, Lüdershagen, Pruchten, Saal och Trinwillershagen.